# Сингх, Чанд
Чанд Сингх (англ. Chand Singh, 25 марта 1949) — индийский хоккеист (хоккей на траве), полевой игрок.

## Биография
Чанд Сингх родился 25 марта 1949 года.
Играл в хоккей на траве за Индийские железные дороги.
В 1976 году вошёл в состав сборной Индии по хоккею на траве на Олимпийских играх в Монреале, занявшей 7-е место. Играл в поле, провёл 6 матчей, забил 1 мяч в ворота сборной Аргентины.